# Polizeiruf 110: Du gehörst mir
Du gehörst mir ist ein Fernsehfilm aus der Krimireihe Polizeiruf 110. Der vom MDR produzierte Beitrag ist die 406. Polizeiruf 110-Episode und wurde am 27. August 2023 im Ersten ausgestrahlt. Die Magdeburger Ermittlerin Doreen Brasch ermittelt in ihrem 18. Fall.

## Handlung
Die Studentin Lana Stokowsky verteidigt in der Fußgängerzone ein Mädchen, das angegriffen wurde; währenddessen wird ihre 7 Wochen alte Tochter Lucy von einer jungen Frau unbemerkt entführt. Hauptkommissarin Doreen Brasch will gerade Kriminalrat Lemp in eine längere Auszeit nach Schottland verabschieden, als sie zum Tatort gerufen wird.
Stokowsky beschuldigt ihren früheren Freund Christian Novak der Tat. Er habe sie gestalkt und habe ihr vor kurzem ein Foto von Lucy in ihrem Bett geschickt.
Novak gibt jedoch an, Lana Stokowsky habe ihn nach dem Ende ihrer Beziehung immer wieder angerufen und belästigt.
Die Entführerin ist Inga Werner, eine Nachbarin von Kriminalrat Lemp. Anscheinend kann sie den Verlust ihrer eigenen Tochter Ylvie nicht verwinden. Als Lemp sie unmittelbar vor seiner Abreise nach Schottland aufsucht, bemerkt er, dass ihr Säugling keine blonden Haare mehr hat. Darauf schlägt ihn die Entführerin zunächst bewusstlos, dann verfrachtet sie ihn gefesselt und geknebelt in ihrem Abstellraum. Lemp gelingt es, sein Handy zu erreichen und Brasch anzurufen, die den Anruf jedoch nicht annimmt, da sie gerade eine Zeugin befragt. Inga Werner entreißt ihm das Handy und macht es in einer Blumenvase funktionsunfähig, so dass Brasch bei ihrem Rückruf nur Lemps Mailbox erreicht. Werner fesselt den an den Knien stark verletzten Lemp an ein Bett.
Nachdem Stokowsky Brasch berichtet hat, dass Lemp ihren Ex-Freund Novak wegen seines Stalking angesprochen hätte, versucht Brasch, Lemp zu erreichen.
Da Lemp sehr starke Schmerzen hat, besucht Inga Werner zusammen mit Lucy ihre Mutter Margot Werner im Pflegeheim, entwendet ihr ein Morphin-Schmerzpflaster und appliziert es bei Lemp. Am nächsten Tag will sie sich mit der Fähre nach Finnland absetzen. Als Inga Werner und Lemp im Fernsehen den Fahndungsaufruf nach Lucy sehen, wird Lemp klar, was passiert ist. Werner gesteht Lemp, dass Ylvie im Alter von neun Wochen plötzlich gestorben ist. 
Novak hat herausgefunden, dass Werner Lucy entführt hat, und bricht bei ihr ein, um ihr das entführte Kind abzunehmen. Im Kampf ersticht sie ihn.
Als Brasch wie vereinbart Lemps Kater füttert, stellt sie fest, dass Lemps Rucksack noch in der Küche steht, er also noch nicht verreist ist. Werner gibt an, Lemp sei in ein Taxi gestiegen. Als die Taxizentrale meldet, dass Lemp die bestellte Fahrt nicht angetreten hat, dringt Brasch in Werners Wohnung ein. Sie entdeckt die Leiche von Novak und den gefesselten Lemp. Werner wird verfolgt und festgenommen.

## Hintergrund
Der Film wurde vom 6. September 2022 bis zum 6. Oktober 2022 in Magdeburg gedreht.

## Rezeption

### Kritiken
„Zufälle strukturieren den Krimi, der keiner ist, sondern ein Drama, das von einer Folge von Psychoduellen lebt. Wohltuend ist, dass keine Deutungen mitgeliefert werden, wie das inzwischen so ist in den Sonntagskrimis, damit man im Weltbild gefestigt hernach gut schlafen kann. Hier sind die Grenzen zwischen Gut und Böse bis zum Schluss fließend. Wenn der Abspann läuft, rattert der Kopf weiter. Gut so.“

### Einschaltquoten
Die Erstausstrahlung von Du gehörst mir am 27. August 2023 wurde in Deutschland von 7,48 Millionen Zuschauern gesehen und erreichte einen Marktanteil von 27,6 % für Das Erste.